# Vierhöfen
Vierhöfen (plattdeutsch: Veerhöben) ist eine Gemeinde im Landkreis Harburg in Niedersachsen.

## Geografie

### Lage
Vierhöfen liegt am Ostrand des Naturschutzgebietes Lüneburger Heide. Die Gemeinde gehört der Samtgemeinde Salzhausen an, die ihren Verwaltungssitz in der Gemeinde Salzhausen hat.

### Gemeindegliederung
Zur Gemeinde Vierhöfen gehört der Ort Vierhöfen sowie die Gehöfte Gut Schnede und Weddermöde.

## Politik

### Bürgermeister
Der ehrenamtliche Bürgermeister Lars Jaap wurde am 17. November 2021 gewählt. Sein Stellvertreter ist Sören Wohler.

## Kultur und Sehenswürdigkeiten
Das Dorfgemeinschaftshaus ist das Zentrum des Dorflebens. Hier finden Veranstaltungen statt (z. B. Faslamsfeier und Adventsausstellung), und die Räumlichkeiten (Saal, Clubraum, Tresen, Küche) können für private Feiern und Veranstaltungen gemietet werden. Der Sportverein (SC Vierhöfen) spielt dort Badminton, Tischtennis und veranstaltet das Kinderturnen. Außerdem hat in dem Gebäude die Freiwillige Feuerwehr mit dem Feuerwehrhaus ihren Sitz.
In der Gemeinde Vierhöfen engagiert sich der gemeinnützige Verein Freundeskreis Vierhöfen für die Erhaltung der lokalen Kultur und das Gemeinwohl u. a. durch Organisation von Weihnachtsmärkten sowie Spendenaktionen für Projekte zum Wohl der Gemeinschaft. 

## Wirtschaft und Infrastruktur

### Verkehr
Zu den Autobahnen A 7 und A 39, die im Westen und Osten der Gemeinde liegen, sind es ca. 12 km.
Die schlechte Erreichbarkeit von Vierhöfen mit öffentlichen Verkehrsmitteln verbesserte sich 2011. Es gibt eine Busverbindung von und nach Winsen (Luhe) mit Anschluss an die metronom Eisenbahngesellschaft. Daneben gibt es einmal täglich eine Verbindung von und nach Lüneburg sowie die Schulbusverbindungen nach Salzhausen und Winsen (Luhe) während der Schulzeiten.

### Infrastruktur
Im Bereich Telekommunikation ist in Vierhöfen seit Mitte 2011 VDSL flächendeckend verfügbar. Die dafür benötigten Glasfaserkabel wurden von EWE Tel 2011 verlegt.